# Gordius plicatulus
Gordius plicatulus  (лат.) — вид паразитических червей из группы волосатиков (Gordiidae, Gordiida). Европа (Германия, Испания, Хорватия). Длина от 164 до 920 мм. Передняя часть тела самцов остроконечная, белая, ограниченная темным кольцом. Рот самцов открывается в терминальной позиции (у самок в субтерминальной). Кутикула мелкоморщинистая. Задний конец тела двулопастный (у самок без раздвоения, округлый), длина долей от 57,7 до 90,0 µm с максимальной шириной от 24,3 до 38,0 µm. Обнаружены в небольших водных водоёмах, связанных с горными реками и ручьями, или непосредственно в потоках.